# Mauro García Triana
Mauro García Triana (* 15. Januar 1931 in Las Villes; † vor oder am 29. August 2024) war ein kubanischer Diplomat. Er war von 1972 bis 1975 Botschafter der Republik Kuba in der DDR.

## Leben
Bereits als Student beteiligte er sich aktiv am Kampf gegen die Batista-Diktatur und gehörte zu den Anhängern der Bewegung des 26. Juli, die 1959 den Sieg errang. Im Jahr 1960 begann er seine Tätigkeit als Diplomat der Republik Kuba. Er war im Juni 1961 Geschäftsträger in La Paz. Am 4. Oktober 1961 traf er mit Lionel Soto Prieto als Sonderbotschafter der Republik Kuba in Ost-Berlin zur Teilnahme an den Feierlichkeiten zum Tag der Republik ein. Später vertrat er sein Land in der Demokratischen Republik Vietnam.  Vom 2. Januar 1968 bis 1971 war er Geschäftsträger in der Volksrepublik China. Als Hauptabteilungsleiter für die europäischen sozialistischen Staaten im kubanischen Außenministerium begleitete er im Juni 1972 Fidel Castro bei seinem Besuch in der DDR. Vom 18. Dezember 1972 bis März 1975 war er Botschafter in der DDR (Nachfolger von Héctor Rodríguez Llompart). Mauro García wurde 1973 mit der Ehrenmedaille der FDJ „Für die Festigung unserer Freundschaft“ ausgezeichnet.